# XYZnetworks
XYZnetworks es una empresa propietaria, opera y distribuye once canales de televisión por suscripción en Australia. XYZnetworks es propiedad conjunta de FOXTEL y Austar. Con sede en Sídney, tienen 170 empleados, con oficinas en North Ryde.
XYZnetworks también opera las versiones australiana de The Weather Channel, Discovery Channel, Nickelodeon y Nick Jr.
Con la marca utiliza bajo licencia de sus homólogos americanos. XYZ formalmente opera el canal Arena hasta el 1 de octubre de 2007, cuando se convirtió en un canal de propiedad absoluta de FOXTEL. XYZ produce 1,500 horas de programación local al año, más que cualquier otra compañía televisora Australiana.